# ميخائيل أندرو لو
ميخائيل أندرو لو (بالصينية: 羅卓睿) هو رسام صيني، ولد في 13 نوفمبر 1982 في هونغ كونغ في الصين.